# Андрејци
Андрејци (словен. Andrejci, мађ. Andorhegy) су насељено место у саставу општине Моравске Топлице, покрајине Прекомурје која припада регији Помурју у Републици Словенији.

## Географија
Насеље површине 5,07 км², налази се на надморској висини 290,8 метара, близу тромеђе Аустрије, Мађарске и Словеније

## Историја
До територијалне реорганицације у Словенији, Андрејци су били у саставу старе општине Мурска Собота.

## Становништво
Приликом пописа становништва 2011. године Андрејци су имали 205 становника.
| Број становника по пописима | Број становника по пописима | Број становника по пописима |
| --------------------------- | --------------------------- | --------------------------- |
| 1991                        | 2002                        | 2011                        |
| 235                         | 222                         | 205                         |

## Културна баштина
У насељу Андрејци налази се једно регистровано непокретно културно добро Републике Словеније. То је евангелистичка црква која се налази на месту некадашњег дворца, који је 1893 преуређен за богослужење. Година 1925 дозидан је звоник, а лађа је дозидана 1962 након рушења дворца. 